# Lodewijk van Neuchâtel
Lodewijk van Neuchâtel (2 maart 1305 - 10 juni 1373) was van 1343 tot aan zijn dood graaf van Neuchâtel.

## Levensloop
Lodewijk was de zoon van graaf Rudolf IV van Neuchâtel en diens echtgenote Eleonora van Savoye, dochter van heer Lodewijk I van Vaud. 
Reeds in 1325 kreeg Lodewijk van zijn vader de burcht Champvent en het slot Neuchâtel toegewezen. Vanaf dan stond hij in conflict met de heren van Montfaucon om zijn goederen in het vrijgraafschap Bourgondië. 
Nadat hij in 1343 zijn vader was opgevolgd als graaf van Neuchâtel, bemachtigde hij in 1344 de heerlijkheid Gorgier. De economische administratie van het graafschap Neuchâtel reorganiseerde hij naar het voorbeeld van het graafschap Savoye. Om zijn heerschappij te verzekeren, kregen in 1343 Boudry en in 1349 of 1353 Le Landeron stadsrechten toegewezen.
In het begin van de Honderdjarige Oorlog ging Lodewijk in militaire dienst bij koning Filips VI van Frankrijk, waarna hij van 1350 tot 1351 samen met zijn zoon Jan in militaire dienst was bij heer van Milaan Giovanni Visconti. Dit leidde tot grote schulden bij Lodewijk. Hierdoor moest hij rechten afstaan, die niet zelden nieuwe gemeentevermogens opbrachten. Deze vermogens gebruikte hij niet alleen om zijn schulden af te betalen, maar ook om het losgeld van zijn zoon Jan te betalen, die tijdens de oorlog in de Elzas gevangen was genomen. Nog voor hij het losgeld volledig had kunnen betalen, stierf Jan in 1369 in gevangenschap.  
In 1372 stichtte Lodewijk de grafcrypte van de graven van Neuchâtel in de Stiftkerk van Neuchâtel. Omdat hij in 1373 zonder wettige mannelijke nakomelingen stierf, stelde Lodewijk in zijn testament zijn dochters Isabella en Verena aan tot erfgenames. Het was uiteindelijk Isabella die haar erfrechten volledig doordrukte, waardoor enkel zij het graafschap Neuchâtel erfde.

## Huwelijken en nakomelingen
In 1325 huwde Lodewijk met zijn eerste echtgenote Johanna (overleden in 1336), dochter van heer Jan II van Montfaucon. Ze kregen volgende kinderen:
- Jan (1334-1369), heer van Vaumarcus
- Isabella (1335-1395), gravin van Neuchâtel, huwde in 1339 met graaf Rudolf IV van Nidau

Na de dood van Johanna huwde hij in 1339 met zijn tweede echtgenote Catharina (overleden voor 1368), dochter van heer Diederik IV van Neuchâtel-Bourgogne. Ze kregen volgende kinderen:
- Lodewijk (1344-1368), heer van Gorgier
- Rudolf (overleden in 1354/1359)
- Verena (overleden in 1374/1376), barones van Le Landeron, huwde in 1360 met graaf Egino III van Freiburg

Na de dood van Catharina huwde hij in 1369 met zijn derde echtgenote Margaretha, dochter van heer Hugo van Wufflens. Dit huwelijk bleef kinderloos.
Daarnaast had hij ook nog vier buitenechtelijke kinderen bij Péresson, dochter van Bourquin de Ravine:
- Vauthier (overleden in 1412), baron van Rochefort
- Jan (overleden in 1412), abt van Ile-Saint-Jean
- Margaretha, vrouwe van Vaumarcus, huwde eerst met Perronet Du Mont, burchtvoogd van Boudry en daarna in 1392 met Pétremand, kleinzoon van heer Peter III van Vaumarcus
- Johanna, vrouwe van Val-de-Travers, huwde met een heer van Joux